# Put It There
«Put It There» es una canción compuesta por el músico británico Paul McCartney y publicada en el álbum de estudio de 1989 Flowers in the Dirt. La canción fue publicada como segundo sencillo promocional de Flowers in the Dirt y alcanzó el puesto 32 en la lista británica UK Singles Chart.
El sencillo fue publicado en formato CD, casete y vinilo de 7 y 12 pulgadas. La versión de 7" incluyó como cara B «Mama's Little Girl», una canción de Wings grabada originalmente en 1972 y remezclada en 1987 entre McCartney y Chris Thomas. Por su parte, la versión de 12" incluyó una segunda canción de Wings, «Same Time Next Year», grabada en 1978 para su incursión en la banda sonora de la película homónima, y remezclada en 1987 entre McCartney y Thomas.

## Lista de canciones
Vinilo de 7"
1. «Put It There»
2. «Mama's Little Girl»

Vinilo de 12"
1. «Put It There»
2. «Mama's Little Girl»
3. «Same Time Next Year»

CD
1. «Put It There»
2. «Mama's Little Girl»
3. «Same Time Next Year»